# بطارية بوليمرات الليثيوم
بطارية ليثيوم بوليمر  (Lithium Ion Polymer أو LiPoly أو LiPo) هو مركم كهربائي يُعاد شحنه وهو تطوير لما سبقه من بطارية ليثيوم أيون.

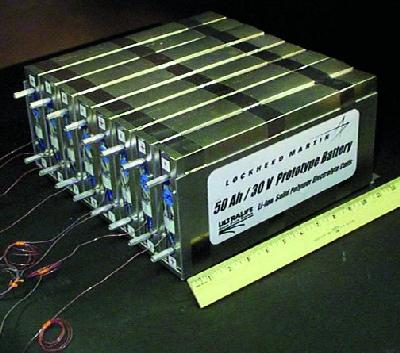
نموذج اختباري لمركم ليثيوم مبلمر ناسا.

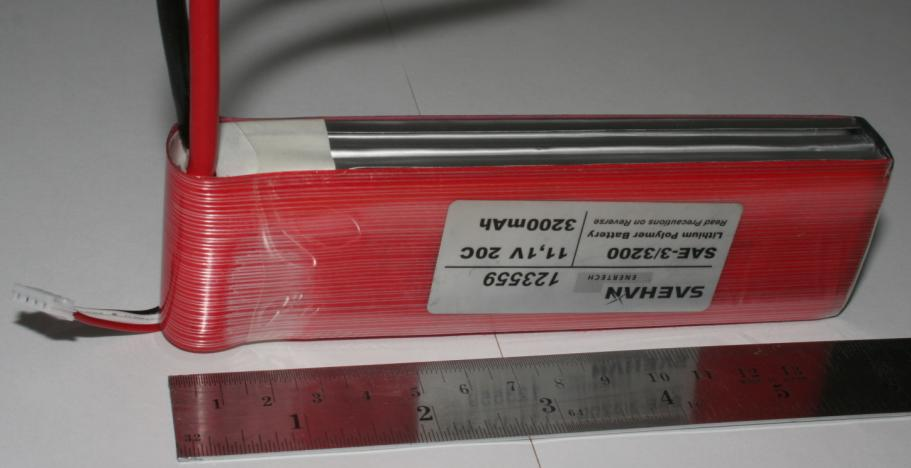
ثلاثة مراكم ليثيوم مبلمر متكاملة.

في هذهِ البطارية يتكون المهبط (القطب السالب) من الجرافيت والمصعد يتكون من أكسيد معدني لليثيوم. ويحتوي مركم الليثيوم المبلمر على كهرل يعتمد في تكوينه على مادة مبلمر Polymer، ويكون في شكل الرقائق أو هلامي. وميزة هذه البطارية أن جميع أجزائها: توصيلة التيار والقطب السالب والكهرل والقطب الموجب يمكن تصنيعها بسعر منخفض على هيئة رقائق، لا يزيد سمك كل منها عن 100 ميكرومتر. وأما من حيث الشكل النهائي للبطارية فيمكن أن تتخذ العديد من الأشكال.

## خصائصه
تصل جودة توصيل رقيقة الكهرل عند درجة حرارة نحو 60 درجة مئوية، ولهذا تستخدم في المراكم الجديدة كهرلات في الهيئة الهلامية، التي تستطيع العمل في درجة حرارة الغرفة.
يتميز الليثيوم بجهد منخفض يصل إلى 0و3 فولت. ولهذا ففي استطاعته تكوين فرق جهد كاف مع العديد من مواد المهبط. ويبلغ جهد البطارية بين 05و0 و 3و4 فولت بحسب مادة القطب المستخدم، في حين يبلغ الجهد الاسمي للبطارية نحو 7و3 فولت.
وبفضل خصائصه الكيميائية الحسنة فيتميز مركم الليثيوم المبلمر بسعة كهربائية عالية، أعلى من بطارية الليثيوم أيون.
الخصائص العملية :
- نسبة الطاقة المخزونة إلى الوزن : 140 وات ساعة/ كيلوجرام (أمكن رفعها منذ عام 2005 إلى 180 وات ساعة/كيلوجرام)
- نسبة القدرة إلى الوزن : 300 وات/كيلوجرام (أمكن رفعها إلى 2800 وات/كيلوجرام في سبتمبر عام 2005)

يعتبر مركم اليثيوم المبلمر حساسا بالنسبة إلى التفريغ الكامل، أو التشغيل بتيار مرتفع أو التشغيل في درجة حرارة أعلى من 60 درجة مئوية أو عند درجة حرارة تحت الصفر، وكذلك تخزين البطارية في حالتها الفارغة، كل ذلك يؤدي إلى فساد البطارية.
كما يمكن أن تشتعل البطارية إذا زاد شحنها عن الحد، ولذلك لا بد من استخدام أجهزة شحن المركم التابعة له، فتلك الأجهزة معدة ببرامج تمنع زيادة شحن البطاريات. ومراكم الليثيوم المبلمر التي تباع في السوق لها الجهاز الخاص بها لإعادة شحنها في حيز الأمان، ولا يجب استخدام جهاز شحن آخر ربما لا يناسبه فيؤدي ذلك إلى انفجار وحرق البطارية. في حال تفريغ البطارية مع وجود حمل فيجب أن يتم فصل الحمل قبل ان ينخفض الفولت إلى 3 فولت.
وكذلك في حال تم قصر البطارية أي حصل ملامسة للقطب الموجب بالقطب السالب خطأ فان ذلك يؤدي إلى انفجارها فيجب فصلهُ بأسرع وقت.
بالمقارنة ببطاريات النيكل-كادميوم NiCd أو النيكل-هيدريد معدني NiMh فإن معدل التفريغ الذاتي لدي بطاريات الليثيوم المبلمر أثناء عدم الاستعمال منخفض، ويمكن تخزينها لمدة أشهر من دون فقد الشحنة. وينصح بعض المنتجون عند التحزين لوقت طويل أن تفرغ البطارية وتحفظ في مكان بارد.

## تركيب مركم الهاتف المحمول

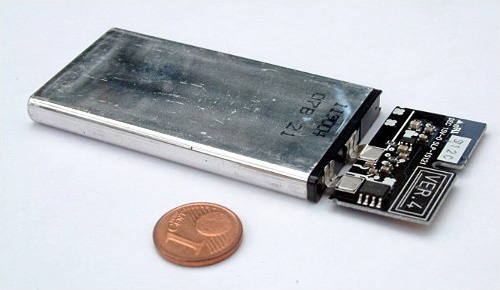
المركم بعد رفع الغطاء البلاستيك.

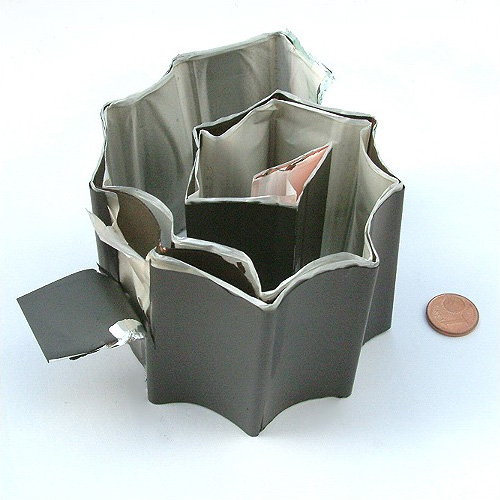
مركم فارغ ومفرود.

تبين الصورة مركم الليثيوم المبلمر ذو جهد 6و3 فولت، وهو يثبت عادة في غطاء الهاتف. وبرفع الغطاء البلاستيك تبدو تحتها دارة حفظ المركم ضد الاستخدام الزائد عن المعدل.
وتحتوي رقيقة البلاستيك المبلمرة على الكهرل. ويغطي إحدي الرقائق طبقة من مادة القطب الموجب، وتغطى الأخرى بالجرافيت لتكوين القطب السالب. وتؤدي تلك التغطية المزدوجة بطبقات الأقطاب الموجبة والسالبة إلى مضاعفة سعة البطارية عند لف الرقيقتين.

## الاستخدام في السيارات الكهربائية
يمكن استخدام مركمات الليثيوم أيون المبلمر لتشغيل الجيل القادم من السيارات الكهربائية. ولكن ثمن العدد الكبير من المراكم اللازم لتسيير العربة يجعل ثمن مثل تلك السيارة غير اقتصاديا، إلا أن محبذي هذا التطوير يتنبؤون بخفض سعر بطارية الليثيوم المبلمر عند زيادة إنتاجها.
وتعزم شركة إنتاج السيارات هونداي على استخدام مركم الليثيوم المبلمر في سياراتها المهجنة. وسوف تعرض السيارة «سوناتا» في معرض ديترويت للسيارات عام 2010. ولقد استخدمت بالفعل.

## اقرأ أيضا
- بطارية أيونات الصوديوم
- بطارية ليثيوم أيون
- فوسفات الحديد الليثيوم
- بطارية الرصاص
- مركم
- بطارية السيارة
- خلية جلفانية
- بطارية
- تفاعل أكسدة-اختزال
- كيمياء كهربية
- جهد قياسي
- قائمة الجهود القياسية